# Oignies-i Szent Mária
Oignies-i Szent Mária, más nevén: Willenbroecki Szent Mária, (franciául: Marie d'Oignies) (Nivelles, 1177 körül – Oignies, 1213. június 23.) szentként tisztelt római katolikus szűz, a beginák nőmozgalom tagja.

## Élete
Nivelles-ben született egy nagyon gazdag brabanti családban. Már kora ifjúságától elutasította a pazarlást, valamint a túlságosan előkelő öltözködést. Bár korán megszületik benne a vágy, hogy apáca legyen, de családi nyomásra tizennégy éves korában férjhez kellett mennie Jean de Nivelle gazdag ifjúhoz. Férje teljesen társa lett lemondásának, és önmegtartóztató életének, s úgy döntöttek, hogy szűzi házasságban élnek. Családjaik rémületére gazdag házukból hajléktalan menhelyet alakítottak ki, s vagyonukat hihetetlen gyorsan költötték el a szegények javára. Ezt a nivellesi polgárok megbotránkozva vették tudomásul, s őrültnek tekintették őket. 
Közös elképzelésük, hogy Jézusért lemondanak mindenről arra késztette őket, hogy  Nivelles városának peremén, Willenbroeck lepratelepére költöztek, ahol a betegeket ápolták.
Életrajzírója Jacques de Vitry későbbi bíboros szerint Mária a Megfeszített szemléléséből nyerte az erőt hősies áldozatához. Jézus keresztáldozatát minden alkalommal teljes mértékben átélte, azzal azonosult. A feljegyzések szerint keményen ostorozta magát, csak egyszer evett napjában, és húst sohasem fogyasztott, bort sohasem ivott, gyakran a hét felén át sem vett táplálékot magához, vagy egész hónapon át megelégedett csupán vízzel és kenyérrel.
Willenbroeckba egyre több segítségkérő, de kíváncsiskodó is jött, így 1208-ban Mária férje engedélyével a félreeső Oigniesbe költözött, ahol néhány jámbor nővel együtt az ágostonos kanonokok mellett, egy beginaházban élt 1213. június 23-án bekövetkezett haláláig. Halála előtt már nagyon rossz testi állapotba került, s csak ritmikus prózában vagy versekben beszélt. Hivatalosan soha nem avatták szentté, de tisztelete Oigniesben, már halálakor elkezdődött, s később azt az egyház jóváhagyta. Maradványait 1609-ben V. Pál pápa rendelkezésére kiemelték, és most egy ezüst ereklyetartóban őrzik Oignies templomának oltárán.

## Fordítás
- Ez a szócikk részben vagy egészben  a   Marie of Oignies című angol Wikipédia-szócikk ezen változatának fordításán alapul.  Az eredeti cikk szerkesztőit annak laptörténete sorolja fel. Ez a jelzés csupán a megfogalmazás eredetét és a szerzői jogokat jelzi, nem szolgál a cikkben szereplő információk forrásmegjelöléseként.